# علي بن المسلم السلمي
أبو الحسن علي بن مسلم السلمي الدمشقي محدث ومفتي، ولد في سنة 451 هـ عاش بدمشق و بغداد، توفي سنة 533 هـ.

## نبذه عنه
جده مفتي الشام الملقب بجمال الإسلام تتلمذ أبو الحسن السلمي أولًا على يد القاضي أبي المظفر عبد الجليل بن عبد الجبار المروزي فلما قدم الفقيه نصر المقدسي انتقل إليه ولازمه ولزم الغزالي مدة مقامه بدمشق وهو الذي أمره بالتصدر بعد موت الفقيه نصر وكان يثني على علمه وفهمه وكان جمال الإسلام معيدا للفقه نصر وحكى أن الغزالي قال بعد خروجه من الشام خلفت بالشام شابا إن عاش كان له شأن يعني جمال الإسلام فكان كما قد تفرس فيه
وكان جمال الإسلام مدرسا بالزاوية الغزالية بدمشق مدة ثم ولي تدريس الأمينية سنة أربع عشرة وخمسمائة وكان عالما بالمذهب والفرائض والتفسير والأصول إماما متقنا ثقة ثبتا ذكره الحافظ في التاريخ وفي كتاب التبيين وأحسن الثناء عليه وقال كان يحفظ كتاب تجريد التجريد لأبي حاتم القزويني وكان حسن الخط موفقا في الفتاوى كان على فتاويه عمدة أهل الشام وكان يكثر عيادة المرضى وشهود الجنائز ملازما للتدريس والإفادة حسن الأخلاق له مصنفات في الفقه والتفسير وكان يعقد مجلس التذكير ويظهر السنة ويرد على المخالفين ولم يخلف بعد مثله. 
توفي ساجدًا في صلاة الفجر في ذي القعدة سنة ثلاث وثلاثين وخمسمائة بعد الهجرة.

## روى عنه
الحافظ أبو القاسم بن عساكر وابنه القاسم والسلفي وإسماعيل الجنزوي وبركات الخشوعي وجماعة آخرهم وفاة القاضي عبد الصمد الحرستاني وغيرهم.

## روى عن
أبا نصر بن طلاب وأبا الحسن بن أبي الحديد وعبد العزيز الكتاني وغانم بن أحمد ابن علي بن محمد المصيصي والفقيه نصر المقدسي وجماعة.

## قيل فيه
- قال أبو حامد الغزالي: يثني عليه ويصفه بالعلم.
- قال ابن عساكر الدمشقي: ثقة ثبت عالم بالمذهب والفرائض، وكان حسن الخط موفقا في الفتاوى، وكان على فتاويه عمدة أهل الشام.
- قال الذهبي: الشيخ الإمام العلامة، مفتي الشام.
- قال عبد الوهاب بن علي السبكي: أحد مشايخ الشام الأعلام، إمام متقن ثقة ثبت.[1]

## انظر ايضًا
- الحديث النبوي
- أهل الحديث
- فقه اسلامي